# Ragazzi al luna park/Mango, papaia
Ragazzi al luna park / Mango, papaia è il 13° singolo della cantautrice Giuni Russo, pubblicato, nel mese di marzo del 1987, per la casa discografica Bubble Record.

## Ragazzi al luna park
Ragazzi al luna park è la canzone pubblicata sul lato a del singolo tratto da Album.
Il testo fu scritto da Giuni Russo e da Maria Antonietta Sisini, mentre la musica, solo da Maria Antonietta Sisini.

## Mango, papaia
Mango, papaia è la canzone pubblicata come lato b del singolo.
Il testo fu scritto da Giuni Russo, mentre la musica, da Maria Antonietta Sisini.

## Tracce
Lato A
1. Ragazzi al luna park – 4:10 (Giuni Russo – Maria Antonietta Sisini)

Lato B
1. Mango, papaia – 3:37 (Giuni Russo – Maria Antonietta Sisini)

## Crediti
- Produzione: Maria Antonietta Sisini e Tony Ruggero;
- Arrangiamenti: Roberto Colombo.